# Style cubique

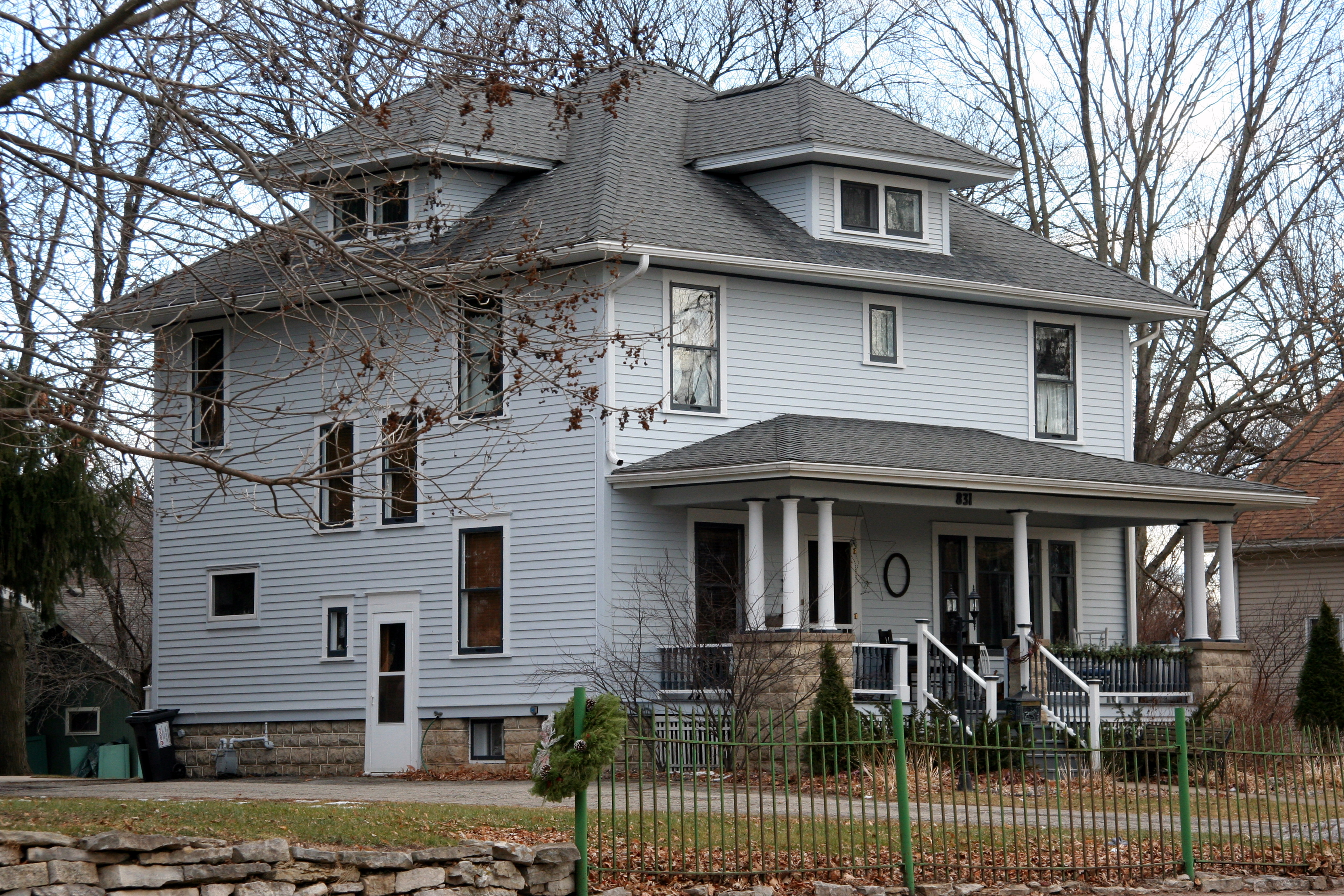
Une maison de style Four Square au Minnesota

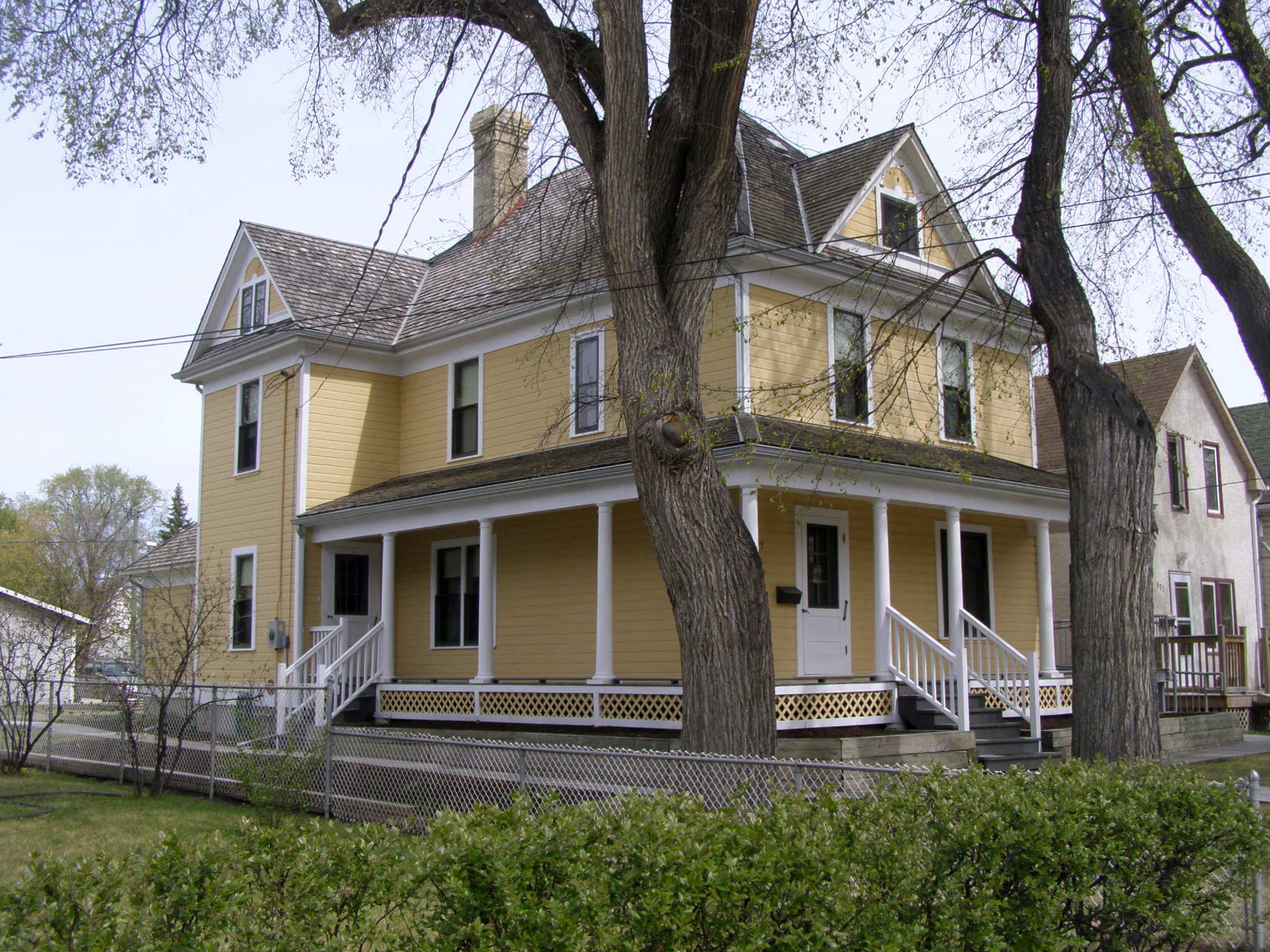
Maison Gabrielle-Roy - National Historic Site - April 2010

Le style cubique, aussi appelé maison de courant cubique ou style Four Square, est un style populaire de l'architecture vernaculaire américaine entre le milieu des années 1890 et la fin des années 1930. Il s'agit d'un style strictement résidentiel qui a été largement diffusé par les catalogues américains faisant valoir leurs dimensions et leur espaces habitables. 
Il s'agit généralement d'une maison de forme cubique, de deux étages et demi. Elle a généralement quatre pièces à chaque étage. Le toit est à quatre versants avec généralement un pignon ou une lucarne en façade. 

## Exemple
En 2009, la maison Gabrielle-Roy maison natale de Gabrielle Roy, située à Saint-Boniface au Manitoba, a été désignée lieu historique national du Canada.